# Zr.Ms. Wassenaar (1816)
Zr.Ms. Wassenaar (1816-1827) was een Nederlands linieschip met 74 kanonnen, gebouwd tussen 1812 en 1816 op de Amsterdamse Marinewerf door Pieter Schuijt Jr. De oorspronkelijke naam was l'Audacieux, een allegorisch bedoelde naam die 'de stoutmoedige' of 'de stoutmoedigheid' betekent. 
Omdat dit het eerste nieuwe schip dat in dienst werd gesteld na de troonsaanvaarding van koning Willem I op 16 maart 1815, is het ook het eerste nieuwe schip dat het predikaat Z.M. voerde. Dit werd al vrij snel Zr.Ms. (Zijner Majesteits) om geen misverstand over de bezittelijke vorm te krijgen: de koning had namelijk ook zelf het predikaat Z.M. (Zijne Majesteit).   

## Pluton-klasse
Het schip werd gebouwd in opdracht van de Franse Keizerlijke Marine volgens Frans ontwerp en maakte deel uit van de Pluton-klasse, die een subklasse vormde van de Téméraire-klasse uit 1782. Zowel de oorspronkelijke als de subklasse zijn ontworpen door Jacques-Noël Sané. Deze subklasse was speciaal aangepast om op werven buiten Frankrijk in de ingelijfde gebiedsdelen, met name in België, Nederland en Italië, gebouwd te worden. Het uitgangspunt vormde daarbij de nieuw te bouwen scheepswerf in Antwerpen, waartoe Napoleon Bonaparte in juli 1803 opdracht had gegeven aan zijn minister van marine Denis Decrès. Deze werf moest helpen het grote verlies aan oorlogsschepen goed te maken als gevolg van de Slag bij de Nijl in 1798, en om een invasievloot te vormen om Engeland aan te vallen. Naast zeven schepen van deze klasse te Antwerpen werden er drie in Amsterdam, een in Rotterdam en een in Vlissingen op stapel gezet, naast enkele op Italiaanse werven.

## Overdracht
In 1814 werd het schip volgens het Verdrag van Parijs overgedragen aan de Koninklijke Nederlandse Zeemacht van het Soeverein vorstendom der Verenigde Nederlanden. Aanvankelijk kreeg het toen de naam 'Coalitie', verwijzend naar de coalitie van landen die Napoleon hadden verslagen. In 1816 was het schip voltooid en werd het in dienst gesteld als Zr.Ms. Wassenaar. Het schip is vernoemd naar Jacob van Wassenaer Obdam (1610–1665). Kapitein-ter-zee Laurens Louis Spengler was van 1820 tot 1827 commandant.
Tussen 1820 en 1824 diende de Wassenaar als vlaggenschip van het Nederlands Eskader in de Middellandse Zee dat onder bevel stond van schout-bij-nacht jhr. Hendrik Alexander Ruysch.

## Stranding
Op 16 januari 1827 strandde de Wassenaar op de Nederlandse kust ter hoogte van Schoorl, na in een storm op de Noordzee alle masten te hebben verloren. Aan boord waren 918 opvarenden: naast de bemanning van 250 koppen waren er 668 Nederlandse militairen aan boord, bestemd voor de Java-oorlog in Nederlands-Indië. Commandant van deze Indië-gangers was Johan Cox Spengler, een broer van de scheepscommandant. Bij deze scheepsramp waren uiteindelijk 23 doden te betreuren, het overgrote deel van de opvarenden werd gered door een aantal visserspinken uit Egmond en Scheveningen en door loodsschepen van Texel, zogeheten rinkelaars.
De Wassenaar voer als troepentransportschip in konvooi  met Zr.Ms. Waterloo (1824-1841) en Zr.Ms. Zeeuw (1825-1857) die dezelfde taak hadden. De Zeeuw bereikte Nederlands-Indië zonder grote moeilijkheden. De Waterloo liep ook grote averij op, maar kon na reparatie de reis voortzetten.
Kapitein Laurens Louis Spengler werd op 27 maart 1827 door een hoge krijgsraad vrijgesproken van alle schuld. Een commissie in opdracht van Koning Willem I onderzocht bovendien de oorzaak van de ramp met zowel de Waterloo als de Wassenaar. Het Luikse ijzer van de puttingijzers werd verdacht, ook het onvoldoende aanhalen van de hoofdtouwen (Verstaging|stagen) gedurende de koude dagen voor het vertrek, maar geen van beide kon als enige oorzaak worden vastgesteld.

## Schilderij van de stranding
De Wassenaar en de schipbreuk werden door G.J. Heijmel geschilderd, het is een tweeluik op hout. Het kunstwerk is in 1837 gemaakt in opdracht van hofmeester Jan Adolfs die de stranding meemaakte. Het kwam in bruikleen bij het Nationaal Reddingmuseum Dorus Rijkers dat het in 2012 liet restaureren.